# K.Bidre, Kadur
K.Bidre là một làng thuộc tehsil Kadur, huyện Chikmagalur, bang Karnataka, Ấn Độ.